# Čerťák
Čerťák is een schansspringlocatie met een vijftal skischansen in het Noord-Tsjechische stadje Harrachov. Onder de vijf schansen is er een skivliegschans. In Harrachov worden regelmatig wereldbekerwedstrijden gesprongen. Ook is er viermaal het wereldkampioenschap skivliegen gehouden.

## De schansen
- De Čerťák Skivliegschans is een van de vijf skivliegschansen in de wereld. In 1983, 1992, 2002 en 2014 werden de wereldkampioenschappen skivliegen gehouden op deze schans. De schans heeft een hillsize van HS205 en een k-punt (calculatiepunt) van 185 meter. Het schansrecord staat op naam van Matti Hautamäki en Thomas Morgenstern, met een afstand van 214,5 meter. Hautamäki deed dit eerst, in 2002, zes jaar later deed Morgenstern het huzarenstukje over.
- De Grote Schans van Čerťák is de grootste van de vier skispringschansen van Harrachov. De schans heeft een hillsize van HS142, het k-punt is 125 meter. Op 12 december 2004 sprong Janne Ahonen 145,5 meter op deze schans, waarmee hij de houder van het schansrecord is.
- Op de K90-schans, de schans met een k-punt van 90 meter, kan sinds 1998 het hele jaar door gesprongen worden, doordat er matten liggen waarop men ook in de zomer kan springen. De hillsize is HS90 bij deze schans, het record is sinds 16 september 2004 in handen van Roman Koudelka, die 102,5 meter sprong.
- Op de K70-schans heeft Jan Matura het schansrecord met 77 meter.
- Op de K40-schans heeft František Vaculík het schansrecord met 43,5 meter.